# Portugal op het Eurovisiesongfestival 1993
Portugal nam deel aan het Eurovisiesongfestival 1993 in Millstreet, Ierland. Het was de 30ste deelname van het land op het Eurovisiesongfestival. De selectie verliep via het jaarlijkse Festival da Canção. De RTP was verantwoordelijk voor de Portugese bijdrage voor de editie van 199.3

## Selectieprocedure
Net zoals de voorbije jaren werd ook dit jaar de kandidaat gekozen via het jaarlijkse Festival da Canção.
De winnaar werd gekozen door 22 regionale jury's.
| Volgorde | Artiest                       | Lied                           | Punten | Plaats |
| -------- | ----------------------------- | ------------------------------ | ------ | ------ |
| 1        | Isabel Campelo                | "Praia sem marés"              | 127    | 3      |
| 2        | Cristina Roque                | Quero muito mais de ti         | 115    | 5      |
| 3        | Piedade Fernandes             | "Renascer de um trovador"      | 122    | 4      |
| 4        | Paulo Brissos                 | "No dia seguinte"              | 81     | 6      |
| 5        | Liza Mayo                     | "Talvez noutro lugar"          | 72     | 7      |
| 6        | Jose Cid, Bragança & Ca. Lda. | "O poeta, o pintor e o músico" | 139    | 2      |
| 7        | Grupo Até Jazz                | "Pó de melhorar"               | 35     | 8      |
| 8        | Anabela                       | A cidade (até ser dia)         | 167    | 1      |

## In Millstreet
In Ierland moest Portugal optreden als 11de na Oostenrijk en voor Frankrijk.
Na de puntentelling bleek dat Portugal als 10de was geëindigd met een totaal van 60 punten. 
Men ontving 2 keer het maximum van de punten.
Nederland en België hadden respectievelijk 12 en 0 punten over voor deze inzending.

### Gekregen punten

#### Finale
| 12 punten                | 10 punten   | 8 punten    | 7 punten                                   | 6 punten                                       |
| ------------------------ | ----------- | ----------- | ------------------------------------------ | ---------------------------------------------- |
| - Nederland - Spanje     |             | - Frankrijk |                                            |                                                |
| 5 punten                 | 4 punten    | 3 punten    | 2 punten                                   | 1 punt                                         |
| - Noorwegen - Oostenrijk | - Luxemburg | - Cyprus    | - Finland - Griekenland - IJsland - Zweden | - Denemarken - Duitsland - Verenigd Koninkrijk |

### Punten gegeven door Portugal

#### Finale
Punten gegeven in de finale:
| 12 punten | Frankrijk           |
| 10 punten | Italië              |
| 8 punten  | Noorwegen           |
| 7 punten  | Verenigd Koninkrijk |
| 6 punten  | Ierland             |
| 5 punten  | Kroatië             |
| 4 punten  | Zweden              |
| 3 punten  | Israël              |
| 2 punten  | Malta               |
| 1 punt    | Zwitserland         |

1964 · 1965 · 1966 · 1967 · 1968 · 1969 · 1970 · 1971 · 1972 · 1973 · 1974 · 1975 · 1976 · 1977 · 1978 · 1979 · 1980 · 1981 · 1982 · 1983 · 1984 · 1985 · 1986 · 1987 · 1988 · 1989 · 1990 · 1991 · 1992 · 1993 · 1994 · 1995 · 1996 · 1997 · 1998 · 1999 · 2000 · 2001 · 2002 · 2003 · 2004 · 2005 · 2006 · 2007 · 2008 · 2009 · 2010 · 2011 · 2012 · 2013 · 2014 · 2015 · 2016 · 2017 · 2018 · 2019 · 2020 · 2021 · 2022 · 2023 · 2024 · 2025